# Sủng Là
Sủng Là là một xã thuộc huyện Đồng Văn, tỉnh Hà Giang, Việt Nam.

## Địa lý
Xã Sủng Là cách trung tâm huyện 24 km về phía nam, có vị trí địa lý:
- Phía đông giáp xã Sà Phìn và xã Sảng Tủng
- Phía tây giáp thị trấn Phố Bảng và xã Phố Cáo
- Phía nam giáp xã Sảng Tủng và xã Phố Cáo
- Phía bắc giáp Trung Quốc với đường biên dài 6,7 km.

Xã Sủng Là có diện tích 16,36 km², dân số năm 2019 là 4.200 người, mật độ dân cư đạt 257 người/km².

## Hành chính
Xã Sủng Là được chia thành 19 thôn.

## Lịch sử
Ngày 5 tháng 7 năm 1961, Hội đồng Chính phủ ban hành Quyết định số 91-CP về việc chia xã Sủng Là thành 1 thị trấn Phố Bảng và 2 xã: Phố Là, Sủng Là.